# Erdbeben auf Sizilien 1693

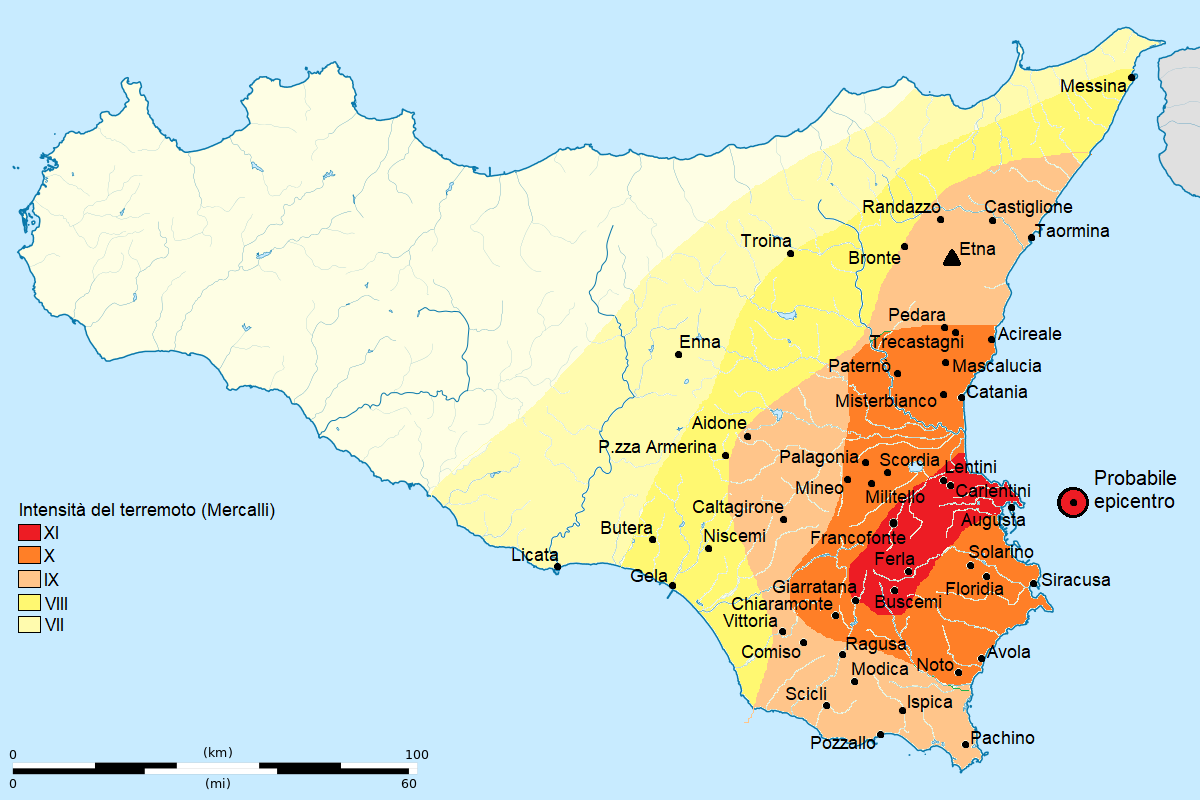
Karte des Erdbebens auf Ostsizilien 1693

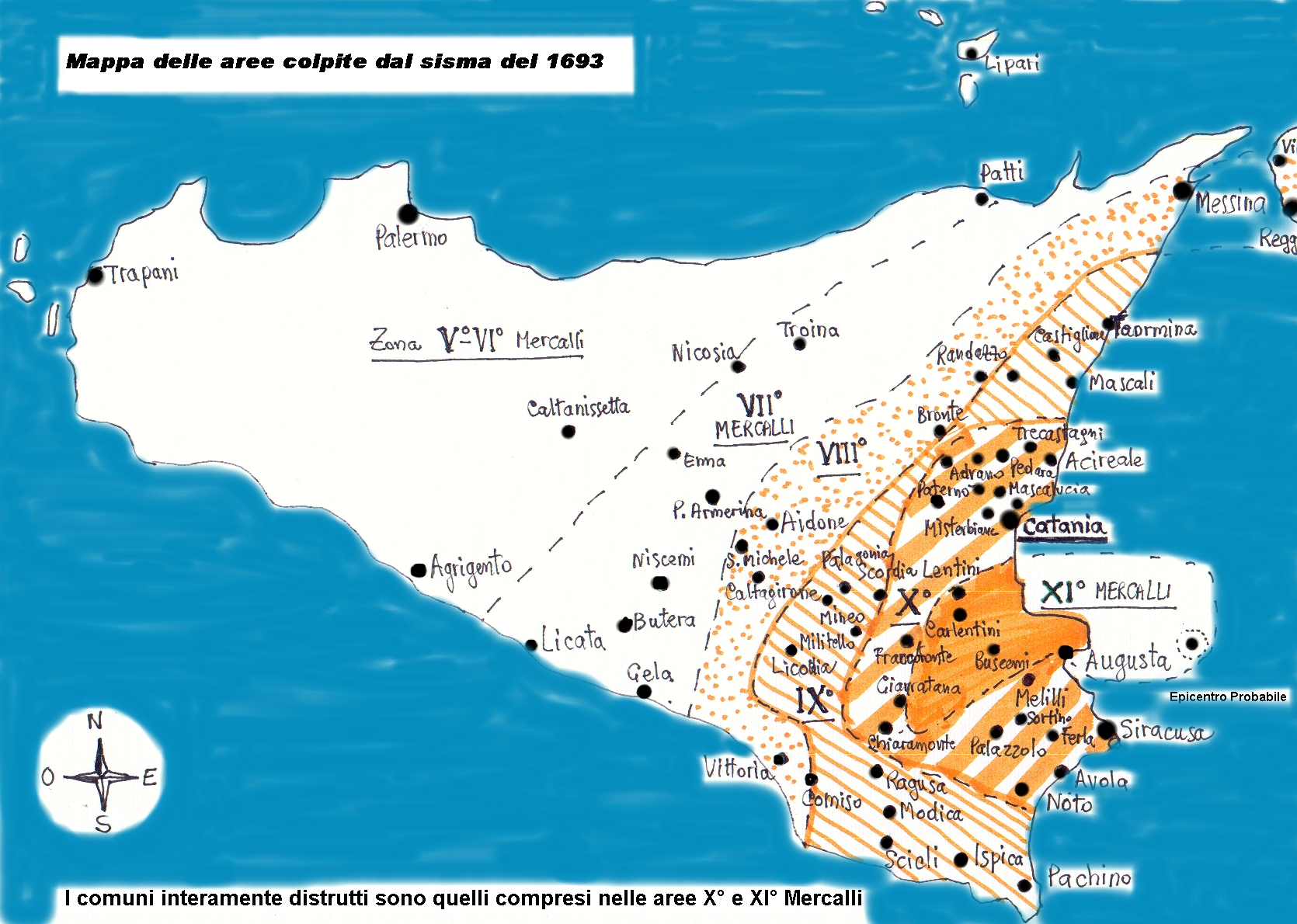
Lage des Epizentrums vor Sizilien

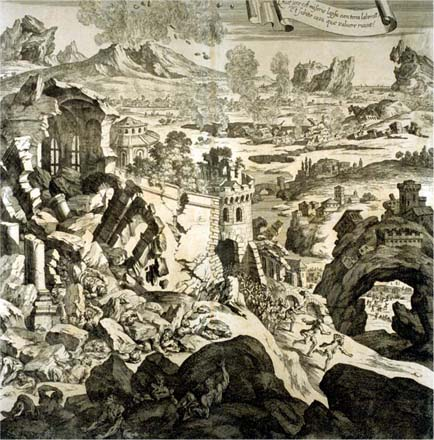
Deutscher Kupferstich des Erdbebens (1696), möglicherweise in Catania

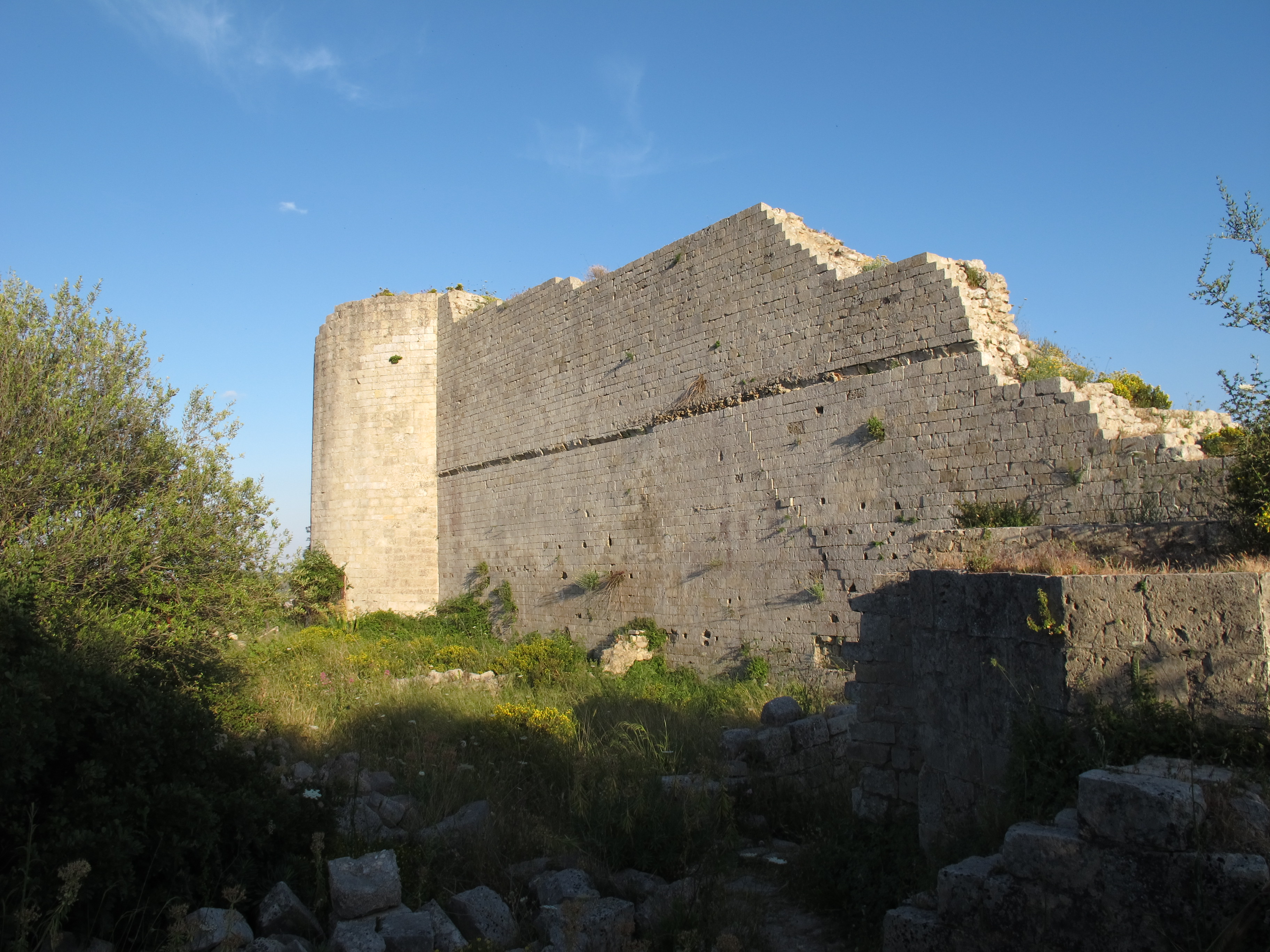
Ruinen der normannischen Burg in Noto Antica

Das Erdbeben auf Sizilien 1693 betraf den Osten Siziliens und im Umfeld Kalabrien in Süditalien sowie die Insel Malta – nach einem Vorbeben am 9. Januar 1693 – am 11. Januar etwa um 21 Uhr Ortszeit. Dem Beben folgte ein Tsunami.

## Ereignis und Folgen
Das Vorbeben trat am 9. Januar abends um 4:30 Uhr (in der damals üblichen Ortszeit, 21:00 Uhr GMT) mit einer Stärke von VIII bis IX auf der Mercalli-Cancani-Sieberg-Skala. Die größten Erdstöße gab es in Augusta, Avola (heute Avola Vecchia), Noto (heute Noto Antica), Floridia und Melilli. Auch Catania und Syrakus waren bereits durch Schäden betroffen.
Das zweite Beben vom 11. Januar 1693 war mit einer Magnitude von 7,4 MW und einer Intensität von XI auf der Mercalliskala bei einer Dauer von ca. 4 Minuten das stärkste je verzeichnete Beben in Italien. Nach einem ersten Erdstoß vier Stunden vorher trat es um etwa 21 Uhr Ortszeit (13:30 GMT) mit aller Kraft ein und betraf ganz Ostsizilien. Das Epizentrum lag nach aktuellen Berechnungen im Val di Noto, ältere Angaben (2006) gaben noch eine Position vor der Küste an. Es gab wohl keinen direkten Zusammenhang mit einem Ausbruch des Ätna, dessen große Eruption 1669 bereits Catania stark zerstört hatte, wenn auch von begleitenden Aktivitäten die Rede ist.
Dem Erdbeben folgte ein Tsunami im Ionischen Meer und an der Straße von Messina, dessen Wellen teilweise, vor allem in der Hafenstadt Augusta, bis zu 15 Meter, an anderen Orten bis zu 10 Meter hoch waren.
Das Ereignis zerstörte mindestens 70 Gemeinden auf Sizilien in einem Gebiet von minimal ca. 5.600 km² (nach anderen Berechnungen vollständige Zerstörung von 14.000 km²) und tötete nach modernen Schätzungen um die 60.000 Menschen, eine offizielle Statistik vom Mai 1693 zählte 54.000 Opfer. In der Stadt Catania kamen zwei Drittel der Bevölkerung um. Ein brieflicher Bericht des Edelmanns Vinzenz Bonajutus informierte die Wissenschaft im Jahr 1694.
Der Wiederaufbau verstärkte vor allem im Val di Noto bis Ragusa eine besondere Ausprägung des Barockstils, den sizilianischen Barock. Auch in Syrakus und Catania zeigt er bis heute viele Spuren. Neun der im Barockstil wiederaufgebauten Städte bilden seit 2002 gemeinsam die Weltkulturerbestätte Spätbarocke Städte des Val di Noto.

## Einzelbelege
1. 1 2  M.-A. Gutscher, J. Roger, M.-A. Baptista, J. M. Miranda, S. Tinti: Source of the 1693 Catania earthquake and tsunami (southern Italy): New evidence from tsunami modeling of a locked subduction fault plane. In: Geophysical Research Letters. Band 33, Nr. 8, 2006, ISSN 0094-8276, doi:10.1029/2005GL025442 (wiley.com [abgerufen am 10. Juli 2023]).
2. 1 2  I terremoti nella STORIA: Il catastrofico terremoto dell’11 gennaio 1693 nella Sicilia orientale, l’evento più forte della storia sismica italiana – INGVterremoti. Abgerufen am 15. Juli 2023.
3. ↑  1693, 11. Januar, 13:30 Uhr (Messdaten). Istituto Naziole di Geologia e Vulcanologia, 23. Juli 2016, abgerufen am 15. Juli 2023 (englisch).
4. ↑  Andrea Rovida, Mario Locati, Romano Camassi, Barbara Lolli, Paolo Gasperini, Andrea Antonucci: Catalogo Parametrico dei Terremoti Italiani (CPTI15), versione 4.0. Istituto Nazionale di Geofisica e Vulcanologia (INGV), 24. Januar 2022, doi:10.13127/cpti/cpti15.4 (ingv.it [abgerufen am 15. Juli 2023]).
5. ↑  Alessio Piatanesi, Stefano Tinti: A revision of the 1693 eastern Sicily earthquake and tsunami. In: Journal of Geophysical Research: Solid Earth. Band 103, B2, 10. Februar 1998, S. 2749–2758, doi:10.1029/97JB03403 (wiley.com [abgerufen am 10. Juli 2023]).
6. ↑  V. Bonajutus, M. Malpighius: An Account of the Earthquakes in Sicilia, on the Ninth and Eleuenth of January, 1692/3 Translated from an Italian Letter Wrote from Sicily by the Noble Vincentius Bonajutus, and Communicated to the Royal Society by the Learned Marcellus Malpighius, Physician to His Present Holiness. Royal Society of London, 1. Januar 1753 (archive.org [abgerufen am 10. Juli 2023]).
7. ↑  UNESCO World Heritage Centre: Late Baroque Towns of the Val di Noto (South-Eastern Sicily). Abgerufen am 10. Juli 2023 (englisch).